# Géza Bereményi
Géza Bereményi (ur. 25 stycznia 1946 w Budapeszcie) – węgierski reżyser i scenarzysta filmowy i teatralny. Laureat Europejskiej Nagrody Filmowej dla najlepszego reżysera za film Eldorado (1988). Był współscenarzystą historycznego filmu 1956 Wolność i miłość (2006) Krisztiny Gody.